# Estela Guadalupe Tiffer
Estela Guadalupe Tiffer (14 de octubre de 1986) es una deportista nicaragüense que compitió en taekwondo. Ganó una medalla de oro en el Campeonato Panamericano de Taekwondo de 2008 en la categoría de –59 kg.

## Palmarés internacional
| Campeonato Panamericano | Campeonato Panamericano | Campeonato Panamericano | Campeonato Panamericano |
| Año                     | Lugar                   | Medalla                 | Categoría               |
| ----------------------- | ----------------------- | ----------------------- | ----------------------- |
| 2008                    | Caguas (Puerto Rico)    | Medalla de oro          | –59 kg                  |